# آب‌انبار سردار (تبریز)
انبار سردار بنایی تاریخی مربوط به دورهٔ قاجار که در محلهٔ دوه‌چی و امیره قیز تبریز واقع شده‌است. این انبار به دستور عزیزخان مکری معروف به عزیزخان سردار به جهت استفادهٔ اهالی این محله‌ها که در آن زمان در بی‌آبی مطلق بودند ساخته شده‌است.
این انبار برای استفادهٔ اهالی محل از سنگ و ساروج محکم و متینی ساخته شده و تمام هزینۀ آن را عزیز خان سردار کل پرداخت کرده بود. محلهٔ دوه‌چی (خیابان شهید لیلابی) شمالی‌ترین نقطهٔ این محله است.